# Mike J. Rogers
Michael J. Rogers, detto Mike (Contea di Livingston, 2 giugno 1963), è un politico statunitense, membro della Camera dei Rappresentanti per lo stato del Michigan dal 2001 al 2015.

## Biografia
Ultimo di cinque figli, Rogers nacque e crebbe nel Michigan. Dopo gli studi e il servizio militare nell'esercito, andò a lavorare come agente speciale per l'FBI.
Entrato in politica con il Partito Repubblicano, nel 1994 fu eletto al Senato di stato del Michigan e ottenne un secondo mandato nel 1998. Nel 2000 Rogers si candidò alla Camera dei Rappresentanti per il seggio lasciato vacante da Debbie Stabenow e riuscì ad essere eletto con poco più di cento voti di differenza rispetto all'avversaria democratica. Da allora Rogers fu riconfermato dagli elettori per altri sei mandati, finché nel 2014 annunciò il suo ritiro.
Coniugato con Kristi Clemens, Rogers è padre di due figli.